# Jordgubbstårta

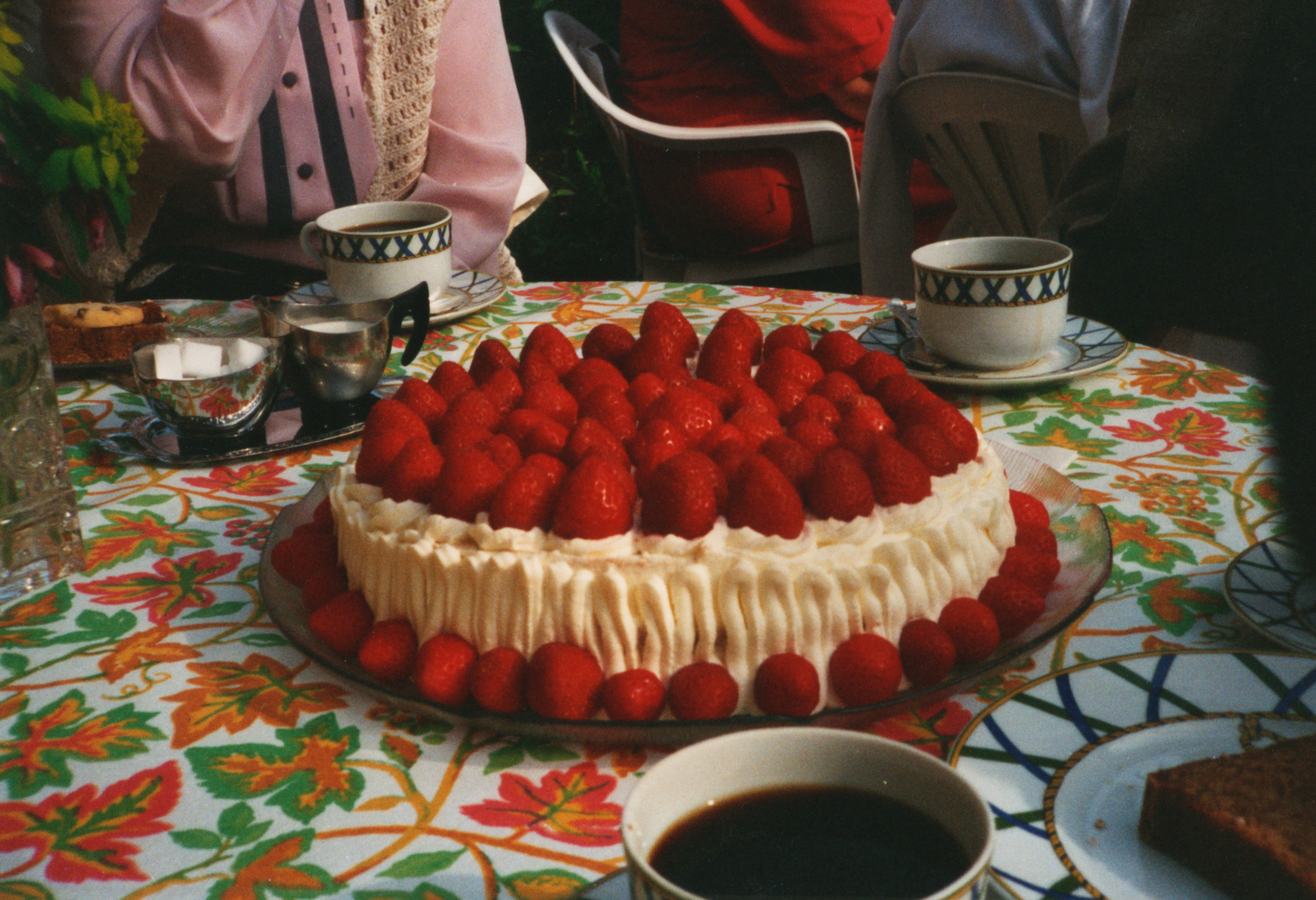
Jordgubbstårta

Jordgubbstårta är en tårta bestående av främst grädde och jordgubbar. Fyllningen kan bestå av frukt, sylt eller vaniljkräm. Tårtbotten består oftast av en mjuk kaka av typen sockerkaka.
Jordgubbstårtan benämns i kokböcker och på receptsidor ofta som en klassiker. Man ska då komma ihåg att den moderna jordgubben är en hybrid som odlades fram i Bretagne i Frankrike runt 1740-talet. I Sverige introducerades jordgubbar under senare hälften av 1700-talet.